# سلام و خوش‌آمدی
«سلام و خوش‌آمدی» (به انگلیسی: Hello and Welcome)، تک‌آهنگی خلق‌شده به وسیلهٔ پروژهٔ موسیقی انیگما است که در ۱۰ مارس ۲۰۰۶ عرضه شد (۲۰۰۶ در موسیقی را ببینید).
آوازهای این ترانه به وسیلهٔ اندرو دانلدز، کسی که در آلبوم‌های چهارم و پنجم این پروژه نیز فعالیت داشته است، خوانده شده‌اند. در عرضهٔ این ترانه، شنوندگان تصور کردند مانند تک‌آهنگ تک پیشین، Turn Around، این ترانه نیز ممکن است که در هیج‌یک از آلبوم‌ها قرار نگیرد؛ با این وجود در آلبوم ششم انیگما، آ پوستریوری در سپتامبر ۲۰۰۶، با میکسی جدید عرضه شد. این آهنگ هم‌چنین ترانهٔ برای ورود بوکسر آلمانی، فلیکس استورم برای مبارزه خواهد بود. 
بر اساس اطلاعات فراهم‌شده به وسیلهٔ مدیریت Crocodile Music، این تک‌آهنگ در ابتدا قرار بود که در اکتبر عرضه شود اما این تاریخ به ۲۵ نوامبر، یک روز پیش از مبارزهٔ فایکس استورم با ماسلینو ماسو در مسابقات دابلیوبی‌ای به تعویق افتاد. اما به دلیل مصدومیتی که استورم چند هفته قبل از مسابقه پیدا کرده بود، تاریخ عرضهٔ این ترانه مجدداً تا ۱۰ مارس ۲۰۰۶ عقب انداخته شد.
در ۷ نوامبر ۲۰۰۵، ویدئوی این ترانه برای مشاهدهٔ عموم به وسیلهٔ Virgin Germany از طریق نسخهٔ آلمانی LAUNCHcast منتشر شد. در این ویدئو، استورم در حال تمرین و مبارزه‌های پیشینش با حریفانش روی رینگ مشاهده می‌شود. اما دو روز بعد، Virgin Germany اعلام کرد که عرضهٔ تک‌آهنگ به زمانی دیگر موکول می‌شود و همهٔ اطلاعات دربارهٔ تک‌آهنگ شامل موزیک ویدئو از وب‌سایت‌هایشان جمع‌آوری شدند.
در روز عرضهً تک‌آهنگ، وب‌سایت رسمی انیگما به‌روزرسانی شد و بالاخره، ویدئو برای مشاهدهٔ روی اینترنت (streaming) با نرم‌افزارهای ویندوز میدیا پلیر و ریل پلیر در دسترس عموم قرار گرفت.

## فهرست تک‌آهنگی
1. «Hello and Welcome (نسخهٔ radio edit)» – مدت: ۳:۳۹
2. «Hello and Welcome (نسخهٔ thunderstorm mix)» – مدت: ۶:۰۹
3. «Hello and Welcome (نسخهٔ after the storm mix)» – مدت: ۶:۲۸
4. «Hello and Welcome (ویدئو)» – مدت: ۳:۲۰

## جدول موسیقی
این تک‌آهنگ در جدول‌های موسیقی آلمان به رتبهٔ #۸۷ دست یافت.